# スパイクタンパク質

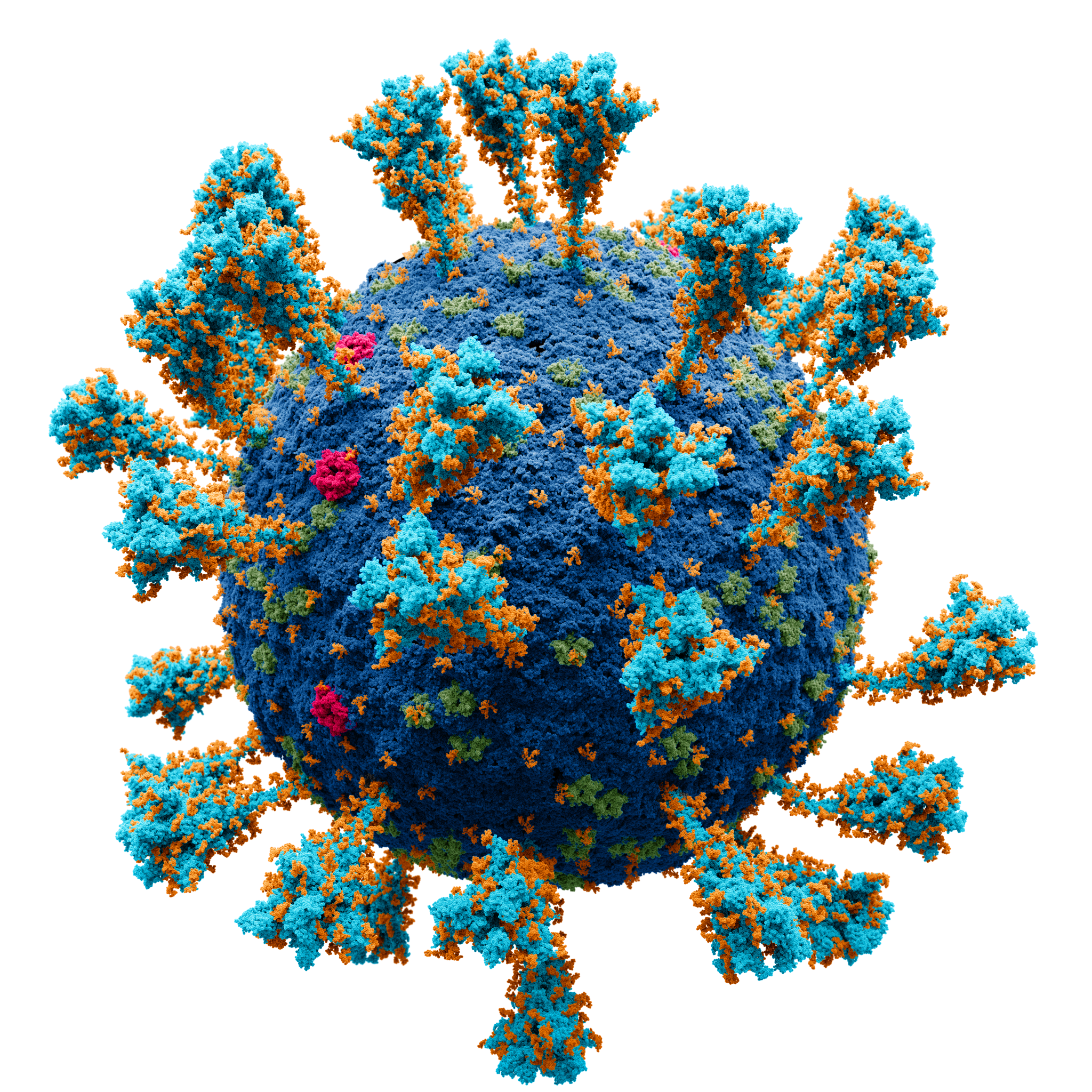
COVID-19を引き起こすSARS-CoV-2ウイルスの表面から突出するコロナウイルススパイクタンパク質（空色）。このタンパク質はグリコシル化されており、その糖鎖はオレンジ色で示される。

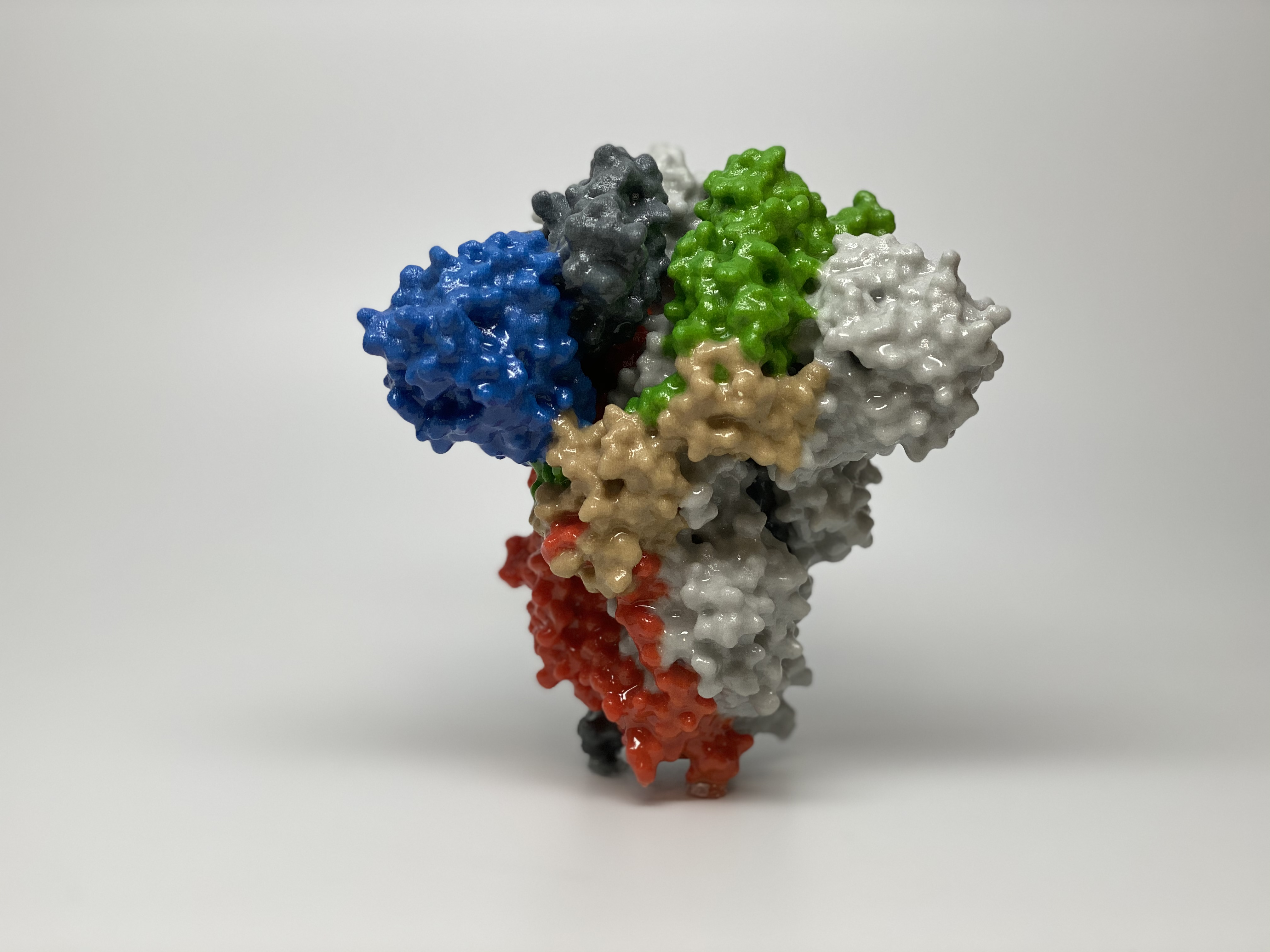
SARS-CoV-2の三量体スパイクの1つの3Dプリント

ウイルス学において、スパイクタンパク質（すぱいくタンパクしつ、英: spike protein）またはペプロマータンパク質（英: peplomer protein）は、エンベロープウイルスの表面から突出したスパイクまたはペプロマーとして知られる大きな構造体を形成するタンパク質である:29–33。このタンパク質は通常、二量体または三量体を形成する糖タンパク質である:29–33。 

## 歴史と語源
「ペプロマー（peplomer）」という用語は、ウイルス表面の個々のスパイクを指す。ウイルス外表面の物質層を総称して「ペプロス（peplos）」と呼ばれている。この用語は、ギリシャ語のpeplos（ゆるい外衣、ローブまたはマント、女性用マント）に由来している。1960年代に提唱されたルヴォフ-ホーン-トゥルニエ方式などの初期のウイルスの分類体系では、分類のための重要な特徴としてペプロスとペプロマーの外観や形態が用いられた。最近ではペプロスという用語は、ウイルスエンベロープの同義語と見なされている:362。

## 特徴
スパイクやペプロマーは通常、ウイルス表面からの棒状または棍棒（こんぼう）状の突起である。スパイクタンパク質は通常、大きな外部エクトドメイン、ウイルスエンベロープに固定する単一の膜貫通ドメイン、およびウイルス内部に短い尾部を持つ膜タンパク質からなる。それらはまた、ヌクレオカプシドを形成するものなど、他のウイルスタンパク質とタンパク質間相互作用を形成することもある:51–2。通常、それらは糖タンパク質であり、O-結合型グリコシル化よりもN-結合型グリコシル化を受けるのが一般的である:33。

## 機能
一般的に、スパイクはウイルスの侵入に関与する。それらは、宿主細胞上に存在する細胞表面受容体と相互作用し、その結果として赤血球凝集活性をもつ場合もあれば、酵素である場合もある:362。たとえばインフルエンザウイルスには、これらの2つの機能を持つ表面タンパク質としてヘマグルチニンとノイラミニダーゼがある:329。この細胞表面受容体との結合部位は通常、スパイクの先端にある:33。スパイクタンパク質の多くは膜融合タンパク質である。スパイクタンパク質は、ビリオンの表面に露出しているため、抗原となる場合がある:362。

## 事例
スパイクやペプロマーは、オルソミクソウイルス、パラミクソウイルス、ラブドウイルス、フィロウイルス、コロナウイルス、ブニヤウイルス、アレナウイルス、レトロウイルスなどのエンベロープウイルスの電子顕微鏡写真画像で見ることができる:33。

### コロナウイルス
コロナウイルスは、その表面にコロナウイルススパイクタンパク質（Sタンパク質と略される）を持つ。Sタンパク質はクラスI融合タンパク質であり、ウイルス感染の最初のステップであるウイルス侵入を媒介する役割を果たす。それは、点突然変異および相同組換えによって急速に進化する（そのゲノム領域が組換えホットスポットである）。それは非常に抗原性が高く、感染に反応して免疫系によって産生される抗体のほとんどを占める。このため、ウイルスSARS-CoV-2によるCOVID-19パンデミックに対して、スパイクタンパク質はCOVID-19ワクチン開発の焦点となっている。エンベコウイルス（SARS様コロナウイルスを含まない）として知られるベータコロナウイルスの亜属では、さらに短いヘマグルチニンエステラーゼと呼ばれる表面タンパク質が存在する。
COVID-19パンデミックの際に、患者の組織サンプルの電子顕微鏡写真でウイルス粒子を同定する必要があった。コロナウイルスの形態と表面的に類似していることや、コロナウイルスに特徴的なスパイクがネガティブ染色によって明らかになるが、薄切片ではあまり見えないことから、多くの報告が正常な細胞内構造をコロナウイルスと誤認した。

### インフルエンザウイルス
ほとんどのインフルエンザウイルスのサブグループは、ペプロマーと呼ばれる2つの表面タンパク質、ノイラミニダーゼ（酵素）とヘマグルチニン（クラスI融合タンパク質）を持っている。それらの中には、単一のヘマグルチニンエステラーゼタンパク質で両方の機能を持つものもある:356–9。

### レトロウイルス
ヒト免疫不全ウイルス（HIV）などのレトロウイルスは、表面にペプロマーを持つ:318–25。これらは、2つのタンパク質、gp41とgp120によって形成されるタンパク質複合体であり、どちらもenv遺伝子から発現し、合わさることで、ウイルスの侵入を媒介するスパイクタンパク質複合体を形成する。

### ギャラリー
表面にスパイクを持つウイルスの電子顕微鏡写真
- SARSコロナウイルス2 (SARS-CoV-2)
- インフルエンザウイルス
- ヒト免疫不全ウイルス

## 参照項目
- ウイルス侵入
- ウイルスライフサイクル
- タイプ (分類学)